# Josef Burger (Kabarettist)
Josef Burger (* 3. September 1970 in Wien) ist ein österreichischer Kabarettist.

## Leben und Werdegang
Josef Burger lebt im österreichischen Burgenland, in der Gemeinde Nickelsdorf. Zu seinen Programmen zählen unter anderem die Solokabarettprogramme "100% Rauschfrei" (Suchtpräventionskabarett), "Das Geheimnis meines Misserfolges", "Burgerland", "Live", "best Burger in town", "Das Beste und Reste",  "Kinder seid’s stad!", "Sicher heit!", "ARTgerecht" und "3D Kabarett Full HD", in denen die Gesellschaft humoristisch aber auch kritisch durchleuchtet wird. 2018 wurde sein Suchtpräventionskabarett beim Gesundheitspreis der Landeshauptstadt Klagenfurt ausgezeichnet. Außerdem führt er seine Firma "Creative Adventure" im Bereich des Veranstaltungsmanagements.

## Kabarett-Programme
- Kinder seid’s stad
- Sicher heit!
- 100% Rauschfrei
- ARTgerecht
- Best Burger in town
- 3D Kabarett Full HD
- LIVE
- Das Beste und Reste
- Burgerland
- Das Geheimnis meines Misserfolgs

## Auszeichnungen
- 2007 Steyrer Kleinkunstpreis
- 2009 Hirschwanger Wuchtel[2]
- 2018 Gesundheitspreis der Landeshauptstadt Klagenfurt am Wörthersee